# 西苑街道 (石家庄市)
西苑街道，是中华人民共和国河北省石家庄市新华区下辖的一个乡镇级行政单位。

## 行政区划
西苑街道下辖以下地区：
西焦北路社区、虹光街社区、校园社区、广源路社区、西苑社区、国泰街社区和新合街社区。